# Двигун V5
Двигун V5 — п'ятициліндровий поршневий двигун, де циліндри мають спільний колінчастий вал і розташовані у V-образній конфігурації. Конструкції двигунів V5 дуже незвичайні, першою серійною версією одного з них був двигун VR5 Volkswagen Group 1997—2007 років.

## Використання на автомобілях

### General Motors
На початку 1980-х компанія Oldsmobile розробила прототип дизельного двигуна V5 об'ємом 2,5 літри, однак він так і не вийшов на стадію виробництва, і згодом проект був закритий. Прототип дизельного двигуна Oldsmobile V6 передбачав розташування ПНВТ в місці «відсутнього» шостого циліндра. Прототип цього двигуна виставлений у музеї RE Olds у Лансінгу, штат Мічиган.

### Volkswagen Group
Єдиним автомобільним двигуном V5, який досяг серійного виробництва двигуна був двигун VR5 об'ємом 2,3 літри виробництва Volkswagen з 1997 по 2006 рік. Базований на двигуні Volkswagen VR6, VR5 був вузьким двигуном із розташованими в шаховому порядку циліндрами (три циліндри на одному ряду та два на іншому), які мали одну головку блоку циліндрів. Для двигуна VR6 кут розташування поршнів становив 15 градусів. Початкові версії використовували 2 клапани на циліндр, однак оновлення в 2000 році призвело до загальної кількості 4 клапанів на циліндр і додавання змінних фаз газорозподілу.

## Використання на мотоциклах

### Honda
Honda RC211V, гоночний мотоцикл MotoGP, який брав участь у сезонах 2002—2006 років, використовував двигун V5. Поперечно встановлений двигун об'ємом 990 см3 мав три циліндри спереду, два циліндри ззаду і V-подібний кут 75,5 градусів. Двигун використовував 4 клапана на циліндр.